# Leopardul Suzanei
Leopardul Suzanei (titlu original: Bringing Up Baby) este un film american de comedie  din 1938, regizat de Howard Hawks, în rolurile principale cu actorii Katharine Hepburn și Cary Grant. A fost lansat de către RKO Radio Pictures. Filmul spune povestea unui paleontolog într-un număr de situații dificile care implică o moștenitoare zvăpăiată și un leopard pe nume Baby. Scenariul a fost adaptat de Dudley Nichols și Hagar Wilde după o povestire scurtă a lui Wilde care a apărut inițial în revista Collier's Weekly la 10 aprilie 1937.

## Rezumat
David Huxley (Cary Grant) este un paleontolog manierat. În ultimii patru ani, a încercat să asambleze scheletul unui Brontozaur, dar îi lipsește un os: „clavicula intercostală”. La stresul său se adaugă căsătoria sa iminentă cu încăpățânata Alice Swallow (Virginia Walker) și nevoia de a impresiona pe Elizabeth Random (May Robson), care are în vedere o donație de un milion de dolari muzeului său.
Cu o zi înainte de nunta sa, David o întâlnește pe Susan Vance (Katharine Hepburn) din întâmplare pe un teren de golf când ea lovește mingea lui. Este o tânără cu un spirit liber, oarecum zvăpăiată, nestingherită de logică. Aceste calități îl vor încurca curând pe David în mai multe incidente frustrante.

## Distribuție
- Katharine Hepburn - Susan Vance
- Cary Grant - Dr. David Huxley (alias Mr. Bone)
- May Robson - Elizabeth Carlton Random, Susan's aunt
- Charles Ruggles - Major Horace Applegate, a big-game hunter
- Walter Catlett - Constable Slocum
- Barry Fitzgerald - Aloysius Gogarty, Mrs. Random's gardener
- Fritz Feld - Dr. Fritz Lehman, an affluent psychiatrist
- Virginia Walker - Alice Swallow, David's fiancée
- George Irving - Alexander Peabody, Mrs. Random's lawyer
- Leona Roberts - Hannah Gogarty, Aloysius' wife and Mrs. Random's servant
- Tala Birell - Mrs. Lehman, Dr. Lehman's wife
- John Kelly - Elmer, Constable Slocum's assistant

Nemenționați
- D'Arcy Corrigan - Professor LaTouche
- Billy Bevan - Tom, the barkeeper
- Billy Franey - the butcher
- Dick Lane - Circus manager
- Ward Bond - a motorcycle policeman
- Jack Carson - a circus roustabout

Animale
- Skippy - George, Mrs. Random's dog
- Nissa - Baby and the circus leopard

## Legături externe
- Materiale media legate de Leopardul Suzanei la Wikimedia Commons
- Bringing Up Baby la Internet Movie Database
- Bringing Up Baby la Allmovie
- Bringing Up Baby la TCM Movie Database
- Bringing Up Baby în Catalogul Institutului American de Film
- Pauline Kael analysis Arhivat în 25 mai 2005, la Wayback Machine.
- Bringing Up Baby at moviediva
- Reprints of historic reviews, photo gallery at CaryGrant.net
- Bringing Up Baby on Theater of Romance: July 24, 1945